# La Châtaigneraie
Pour les articles homonymes, voir Châtaigneraie.
La Châtaigneraie est une commune française située dans le département de la Vendée, en région Pays de la Loire.

## Géographie
Le territoire municipal de La Châtaigneraie s'étend sur 796 hectares. L'altitude moyenne de la commune est de 123 mètres, avec des niveaux fluctuant entre 77 et 177 mètres,.

### Localisation
La commune est située à l'est de la Vendée, à 22 km au nord de Fontenay-le-Comte, 42 km à l'ouest de Parthenay, 30 km au sud-ouest de Bressuire et 50 km à l'est de La Roche-sur-Yon.
|                         |                  | Terval          |
| Saint-Maurice-le-Girard | La Châtaigneraie |                 |
| Antigny                 |                  | Loge-Fougereuse |

### Relief et géologie
La Châtaigneraie est située à la limite sud-est du Massif armoricain et du Bocage vendéen, non loin des plaines de Luçon et de Niort. Le relief est assez vallonné. Le point culminant est à 182 m.

### Climat
Pour des articles plus généraux, voir Climat des Pays de la Loire et Climat de la Vendée.
En 2010, le climat de la commune est de type climat océanique franc, selon une étude du CNRS s'appuyant sur une série de données couvrant la période 1971-2000. En 2020, Météo-France publie une typologie des climats de la France métropolitaine dans laquelle la commune est exposée à un climat océanique et est dans la région climatique Poitou-Charentes, caractérisée par un bon ensoleillement, particulièrement en été et des vents modérés.
Pour la période 1971-2000, la température annuelle moyenne est de 11,5 °C, avec une amplitude thermique annuelle de 14,4 °C. Le cumul annuel moyen de précipitations est de 1 001 mm, avec 12,8 jours de précipitations en janvier et 7,1 jours en juillet. Pour la période 1991-2020, la température moyenne annuelle observée sur la station météorologique de Météo-France la plus proche, sur la commune de Scillé à 15 km à vol d'oiseau, est de 12,1 °C et le cumul annuel moyen de précipitations est de 954,6 mm,. Pour l'avenir, les paramètres climatiques de la commune estimés pour 2050 selon différents scénarios d'émission de gaz à effet de serre sont consultables sur un site dédié publié par Météo-France en novembre 2022.

## Urbanisme

### Typologie
Au 1er janvier 2024, La Châtaigneraie est catégorisée bourg rural, selon la nouvelle grille communale de densité à sept niveaux définie par l'Insee en 2022.
Elle appartient à l'unité urbaine de La Châtaigneraie, une agglomération intra-départementale regroupant deux  communes, dont elle est ville-centre,,. Par ailleurs la commune fait partie de l'aire d'attraction de La Châtaigneraie, dont elle est la commune-centre,. Cette aire, qui regroupe 10 communes, est catégorisée dans les aires de moins de 50 000 habitants,.

### Occupation des sols
L'occupation des sols de la commune, telle qu'elle ressort de la base de données européenne d’occupation biophysique des sols Corine Land Cover (CLC), est marquée par l'importance des territoires agricoles (70,6 % en 2018), en diminution par rapport à 1990 (79,8 %). La répartition détaillée en 2018 est la suivante : 
terres arables (41,6 %), zones urbanisées (22 %), prairies (15,1 %), zones agricoles hétérogènes (13,9 %), zones industrielles ou commerciales et réseaux de communication (7,3 %). L'évolution de l’occupation des sols de la commune et de ses infrastructures peut être observée sur les différentes représentations cartographiques du territoire : la carte de Cassini (XVIIIe siècle), la carte d'état-major (1820-1866) et les cartes ou photos aériennes de l'IGN pour la période actuelle (1950 à aujourd'hui).

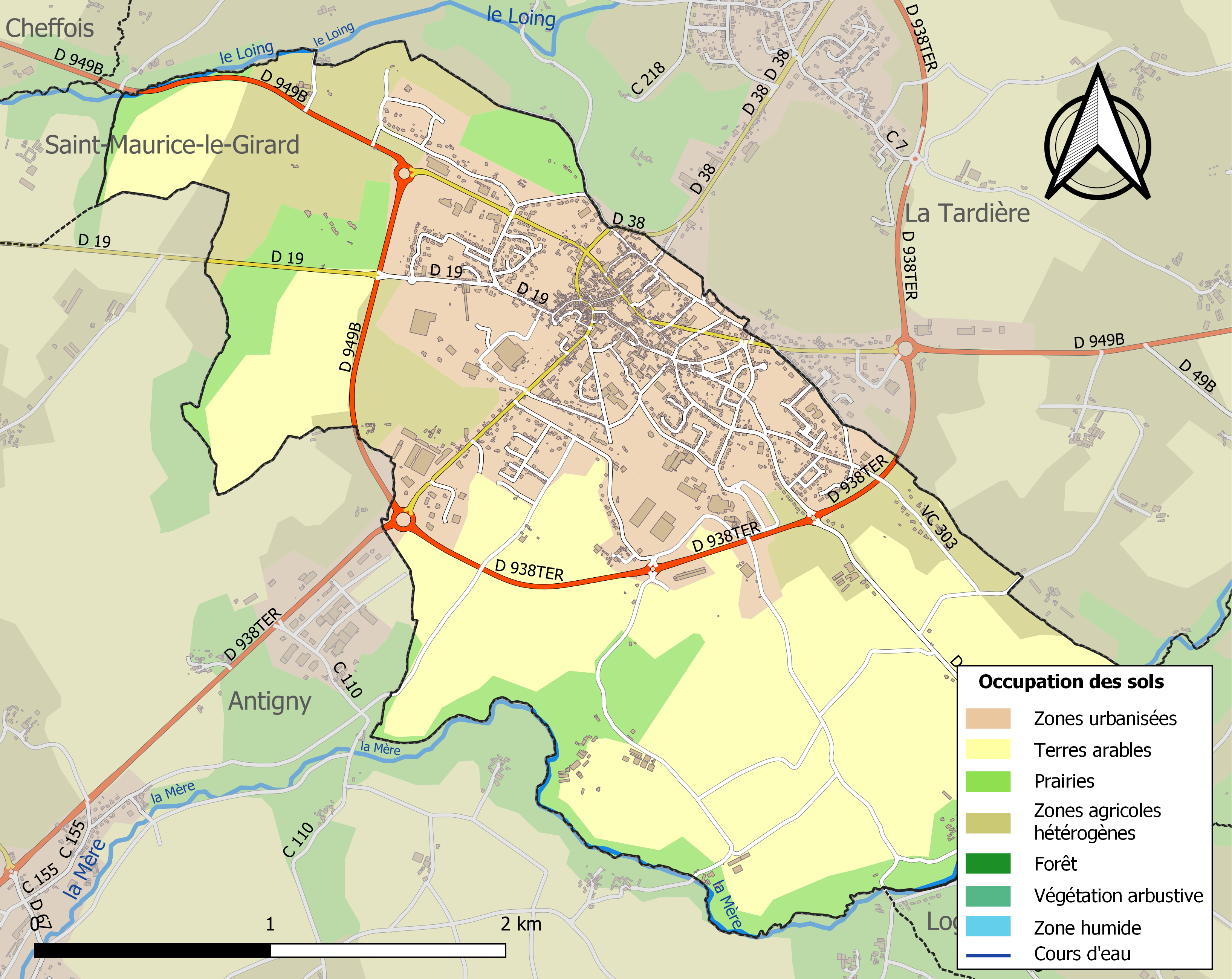
Carte des infrastructures et de l'occupation des sols de la commune en 2018 (CLC).

### Voies de communication et transports
La Châtaigneraie se trouve au croisement de deux axes routiers très fréquentés l'été : 
- la RD 949bis (Poitiers - La Roche-sur-Yon) ;
- la RD 938 ter (Fontenay-le-Comte - Bressuire).

L'agglomération a été pourvue d'une rocade dont il ne manque que le quart nord-ouest.

## Toponymie
Évolution du toponyme, :
- Sancti Christofori de Castenearia (XIe siècle) ;
- prioratus de Chatigneria (XIVe siècle) ;
- cura Sancti Christofori de Chategneria, prioratus de Castegneria (1625) ;
- La Châtaigneraye (1648) ;
- La Chastaigneraye (Révolution) ;
- La Châteigneraie (1801) ;
- La Châtaigneraie.

En poitevin, la commune est appelée La Chategnerae.

## Histoire
Le bourg de La Châtaigneraie doit son nom à la famille de ses premiers seigneurs, les Chasteigner. La seigneurie de La Châtaigneraie dépend de la baronnie de Mervent-Vouvant. La famille des Chasteigner fit construire un château fort et bientôt la paroisse qui était désignée jusqu’alors sous le nom de « Saint Christophe du bois » fut connue sous celui de Castaneria, forme originelle de notre actuelle « Châtaigneraie ».
Du XIVe au XVIIe siècle elle sera aux mains de la famille de Vivonne avant d'être brièvement la possession de François de La Rochefoucauld, l'auteur des Maximes. En 1699 elle devient le siège du bailliage de Vouvant, créé par Louis XIV l'année précédente. Durant les Guerres de Religion, La Châtaigneraie eut beaucoup à souffrir des luttes fratricides. L'église Saint-Christophe du Bois fut pillée et en 1623, Charles de Vivonne fonda sur ses ruines un couvent de Jacobins. La chapelle du château dédiée à saint Jean devient une église paroissiale. L'église actuelle Saint-Jean est construite au siècle dernier sur l’emplacement de cette antique chapelle seigneuriale.
En 1698,  le roi créa un tribunal royal, le bailliage de Vouvant séant à La Châtaigneraie. Le bailliage amena dans nos murs de nombreux fonctionnaires tels que sénéchal, procureurs, conseillers, avocats, greffiers, sergents, huissiers, notaires, geôliers…
Au XVIe siècle, les tisserands étaient très nombreux à La Châtaigneraie. En effet, 800 métiers battaient alors aux environs. Le commerce d’étoffe qui se faisait alors avec le Canada, amena des populations au contact des négociants et armateurs protestants de La Rochelle. Nonobstant la défaite des protestants et surtout la révocation de l’Edit de Nantes qui provoqua le départ de beaucoup de maîtres tisserands porta un coup fatal à la région.
En 1789 à l’aube de la Révolution, La Châtaigneraie se caractérisait par le nombre important de ses bourgeois, hommes de loi, mais aussi : marchands, chirurgiens, apothicaires et autres. Contrairement aux paysans du Bas-Poitou qui vivaient alors volontiers en autarcie, sans autre information que les sermons du dimanche, ces gens, relativement instruits, étaient ouverts aux idées nouvelles et avaient lu les philosophes. Durant tout le conflit, la population bourgeoise de La Châtaigneraie est plutôt républicaine, alors que la plupart des paysans soutient la cause catholique et royale. Chef-lieu de district de 1790 à 1795, elle est à cette époque le lieu de deux batailles de la guerre de Vendée : celle du 13 mai 1793 (victoire vendéenne) et celle du 12 juillet 1794 (victoire républicaine).
En 1815, lors de la guerre de Vendée, à la fin des « Cent Jours », le général Lamarque fut chargé de la pacification. De passage dans notre ville avec son état-major, il fut surpris de trouver La Châtaigneraie en fête. « Vous dansez ici et La Vendée est en feu », dit-il à un aubergiste. « Mais mon général, les oiseaux chantent bien entre les coups de fusils ». Et Lamarque de conclure : « Cette Châtaigneraie, c’est un nid de rossignols sur un baril de poudre ».
Au XIXe siècle, la commune changea de physionomie avec la création des routes principales en 1840, les halles en 1857 (démolies en 1973), l'église Saint-Jean-Baptiste en 1874, les châteaux  Le Châtenay et Les Cèdres en 1875, l’hospice, la maison Lionnet en 1874, la gare, le train et le pont de Coquilleau en 1885 et le service d’eau, l’électricité, au début du XXe siècle.

## Population et société

### Démographie

#### Évolution démographique
L'évolution du nombre d'habitants est connue à travers les recensements de la population effectués dans la commune depuis 1793. Pour les communes de moins de 10 000 habitants, une enquête de recensement portant sur toute la population est réalisée tous les cinq ans, les populations de référence des années intermédiaires étant quant à elles estimées par interpolation ou extrapolation. Pour la commune, le premier recensement exhaustif entrant dans le cadre du nouveau dispositif a été réalisé en 2004.

En 2022, la commune comptait 2 590 habitants, en évolution de +2,7 % par rapport à 2016 (Vendée : +5,33 %, France hors Mayotte : +2,11 %).
| 1793  | 1800 | 1806 | 1821  | 1831  | 1836  | 1841  | 1846  | 1851  |
| ----- | ---- | ---- | ----- | ----- | ----- | ----- | ----- | ----- |
| 1 000 | 911  | 961  | 1 414 | 1 437 | 1 386 | 1 602 | 1 674 | 1 840 |

| 1856  | 1861  | 1866  | 1872  | 1876  | 1881  | 1886  | 1891  | 1896  |
| ----- | ----- | ----- | ----- | ----- | ----- | ----- | ----- | ----- |
| 1 801 | 1 777 | 1 792 | 1 878 | 1 914 | 1 984 | 2 236 | 2 047 | 1 944 |

| 1901  | 1906  | 1911  | 1921  | 1926  | 1931  | 1936  | 1946  | 1954  |
| ----- | ----- | ----- | ----- | ----- | ----- | ----- | ----- | ----- |
| 1 902 | 2 021 | 1 965 | 1 748 | 1 852 | 1 871 | 1 827 | 1 808 | 1 860 |

| 1962  | 1968  | 1975  | 1982  | 1990  | 1999  | 2004  | 2006  | 2009  |
| ----- | ----- | ----- | ----- | ----- | ----- | ----- | ----- | ----- |
| 2 056 | 2 371 | 2 906 | 3 055 | 2 904 | 2 762 | 2 663 | 2 621 | 2 641 |

| 2014  | 2019  | 2022  | - | - | - | - | - | - |
| ----- | ----- | ----- | - | - | - | - | - | - |
| 2 549 | 2 586 | 2 590 | - | - | - | - | - | - |

#### Pyramide des âges
La population de la commune est relativement âgée.
En 2018, le taux de personnes d'un âge inférieur à 30 ans s'élève à 26,1 %, soit en dessous de la moyenne départementale (31,6 %). À l'inverse, le taux de personnes d'âge supérieur à 60 ans est de 42,3 % la même année, alors qu'il est de 31,0 % au niveau départemental.
En 2018, la commune comptait 1 189 hommes pour 1 376 femmes, soit un taux de 53,65 % de femmes, largement supérieur au taux départemental (51,16 %).
Les pyramides des âges de la commune et du département s'établissent comme suit.
| Hommes | Classe d’âge | Femmes |
| ------ | ------------ | ------ |
| 1,0    | 90 ou +      | 3,4    |
| 11,8   | 75-89 ans    | 18,8   |
| 24,2   | 60-74 ans    | 24,7   |
| 19,9   | 45-59 ans    | 18,2   |
| 14,3   | 30-44 ans    | 11,2   |
| 14,7   | 15-29 ans    | 11,1   |
| 14,1   | 0-14 ans     | 12,5   |

| Hommes | Classe d’âge | Femmes |
| ------ | ------------ | ------ |
| 0,8    | 90 ou +      | 2,2    |
| 8,7    | 75-89 ans    | 11,1   |
| 20,3   | 60-74 ans    | 21,3   |
| 20     | 45-59 ans    | 19,4   |
| 17,5   | 30-44 ans    | 16,8   |
| 15     | 15-29 ans    | 13,2   |
| 17,7   | 0-14 ans     | 16,1   |

### Manifestations culturelles et festivités
- La folle semaine de l'Eurofestival
- Les 30 du Comité de Jumelage
- Changement de présidence à l'AeC

## Économie
On peut signaler plusieurs entreprises et éléments présents dans la commune :
- Bioporc
- Charal
- Couture S.A
- Groupe Soulet (EGT)
- Renault SARL
- SIRF
- SOFRILOG
- SPORTIFRANCE

## Culture locale et patrimoine

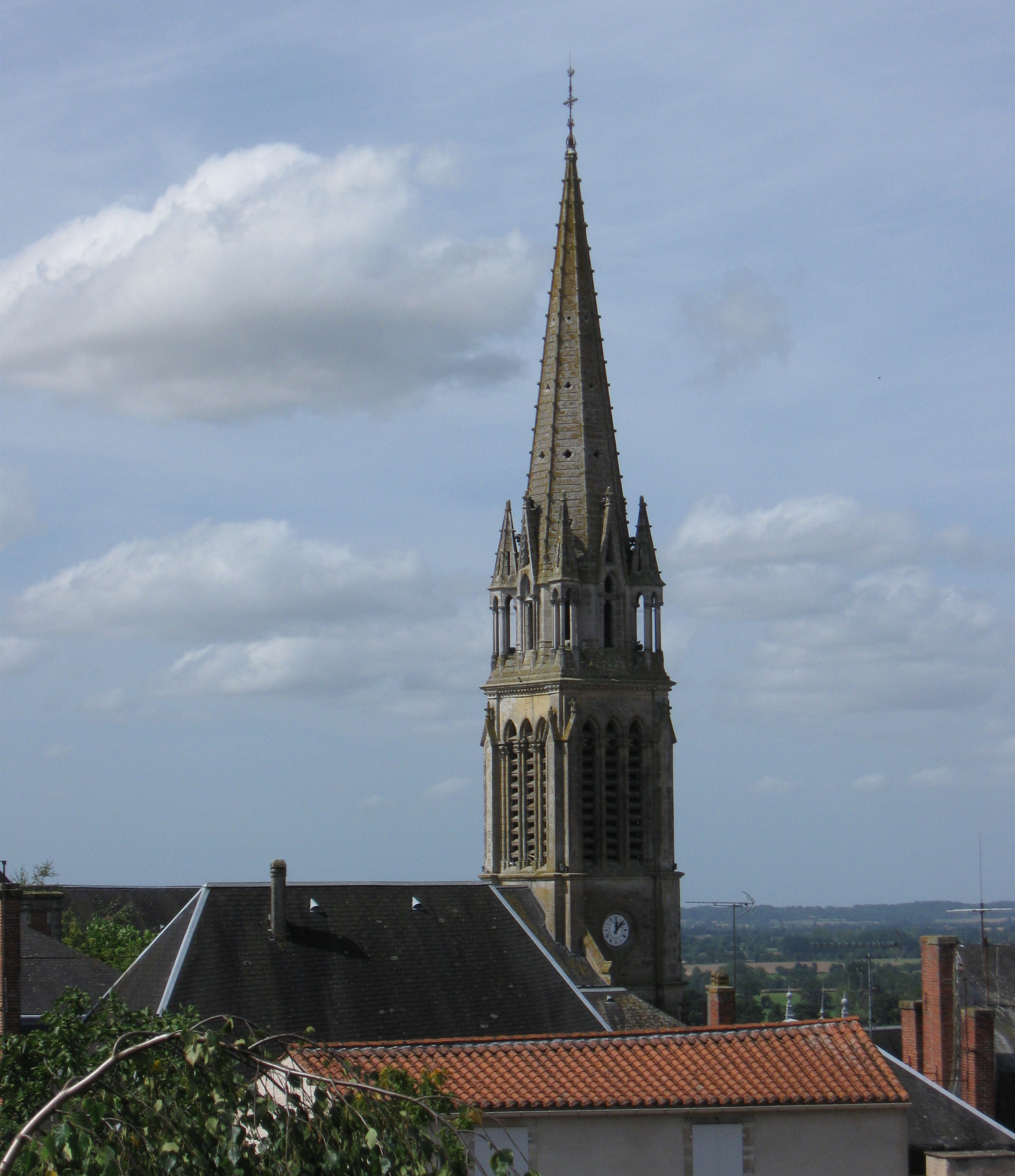
Clocher de l'église Saint-Jean-Baptiste.

### Lieux et monuments
- L'église Saint-Jean-Baptiste, XIXe siècle de style néo-gothique.
- La villa Lionnet, maison du peintre Félix Lionnet, rue du Maréchal-de-Lattre, est inscrite au titre des monuments historiques en 2007[36].
- Les lavoirs du Chatenay et de la Fontaine-du-Bois.
- Le château du Châtenay (1870), de style néo-Louis XIII.
- Le château des Cèdres (1871), de style néo-Renaissance.

### Personnalités liées à la commune
- François de Vivonne (1520-1547), victime du coup de Jarnac.
- Andrée de Vivonne (c.1611-1670), dame de La Chasteigneraye, épouse de François VI de La Rochefoucauld.
- Étienne Giraud (1752-?), homme politique né à La Châtaigneraie, député de la Vendée de 1791 à 1792.
- Augustin Dehargues  (c.1763-1793), Officier de l'armée vendéenne.
- Charles Pascal Joffrion, homme politique né le 15 avril 1770 à La Châtaigneraie (Vendée) et décédé le 23 novembre 1849 à Fontenay-le-Comte (Vendée).
- Aimé André Perreau (?-1801), homme politique décédé à La Châtaigneraie, député de la Vendée de 1791 à 1792.
- Louis Perreau du Magné, né et mort à la  Châtaigneraie (1775-1838), maire de la commune, puis député de la Vendée.
- Guy Henri Modeste de Fontaine, (1797-1862), homme politique né et décédé à La Châtaigneraie, député de la Vendée.
- Félix Lionnet (1832-1896), artiste-peintre, né et mort à La Châtaigneraie.
- François-Adolphe de Chambolle (1802-1883), journaliste et homme politique français, né à la Châtaigneraie.
- Gaston Sabouraud, (1846 à La Châtaigneraie-1899 à Nieul-sur-l'Autise (Vendée), homme politique.
- Claude Coulais (1924-2009), homme politique français, né à la Châtaigneraie, ancien maire UDF de Nancy, ancien secrétaire d’État et ancien député de Meurthe-et-Moselle.

### Héraldique
| Blason | Blasonnement : D'argent au lion d'azur semé de fleurs de lys d'or. |